# Here!
here! (русск. — здесь) — американская кабельная телесеть, ориентированная на ЛГБТ-аудиторию. Основана в 2002 году и доступна для просмотра на всей территории США через целый ряд провайдеров (включая AT&T, Time Warner и AOL). В программе «here!» фильмы и сериалы на гей-тематику (в том числе и собственного производства), ток-шоу, новости и т. д. Сеть имеет собственные рекорд-лейбл и видеопортал. «here!» активно содействует ЛГБТ-движению и оказывает поддержку различным мероприятиям типа гей-прайдов и кинофестивалей.

## Сериалы и фильмы производства here!
- Бухта Данте (сериал, 2005—2007)
- Убежище (фильм, 2007)
- На линии её огня / Самолет президента 2 (англ. In Her Line of Fire) (фильм, 2006)
- Логово (сериал, 2007—2009)
- Хроники скрытых геев (англ. The DL Chronicles) (мини-сериал, 2007)
- Парадайс Фолс (англ. Paradise Falls) (сериал, 2001—2008)
- Астероид (англ. Deadly Skies) (фильм, 2007) (в гл. роли Антонио Сабато мл.)